# 중앙아시아 축구 연맹
중앙아시아 축구 연맹(CAFA; Central Asian Football Association)은 아시아 축구 연맹에 소속된 대표팀 중에 중앙아시아에 위치한 회원국이 속해 있는 지역 연맹이다. 본부는 우즈베키스탄 타슈켄트에 있다.

## 역사
2014년 6개의 회원국들은 아시아 축구 연맹 회장인 셰이크 살만 빈 이브라힘 알 칼리파와 만나서 새로운 지역 축구 연맹을 만들 가능성에 대해 이야기를 했다. 2014년 6월 9일 상파울루에서 열린 아시아 축구 연맹 회의에서 중앙아시아지역의 새로운 지역 축구 연맹의 탄생이 비준되었다.

## 회원국
회원국은 7개국이 있으며 이들은 모두 아시아 축구 연맹의 회원국들이다.
- 우즈베키스탄
- 키르기스스탄
- 타지키스탄
- 투르크메니스탄
- 아프가니스탄
- 이란
- 카자흐스탄

## 주관 대회
- 중앙아시아 축구 선수권 대회

## 같이 보기
아시아 축구 연맹 소속 5개 지역연맹
- 남아시아 축구 연맹 (SAFF)
- 동아시아 축구 연맹 (EAFF)
- 서아시아 축구 연맹 (WAFF)
- 동남아시아 축구 연맹 (AFF)
- 중앙아시아 축구 연맹 (CAFA)